# Michail Afanassjewitsch Bulgakow

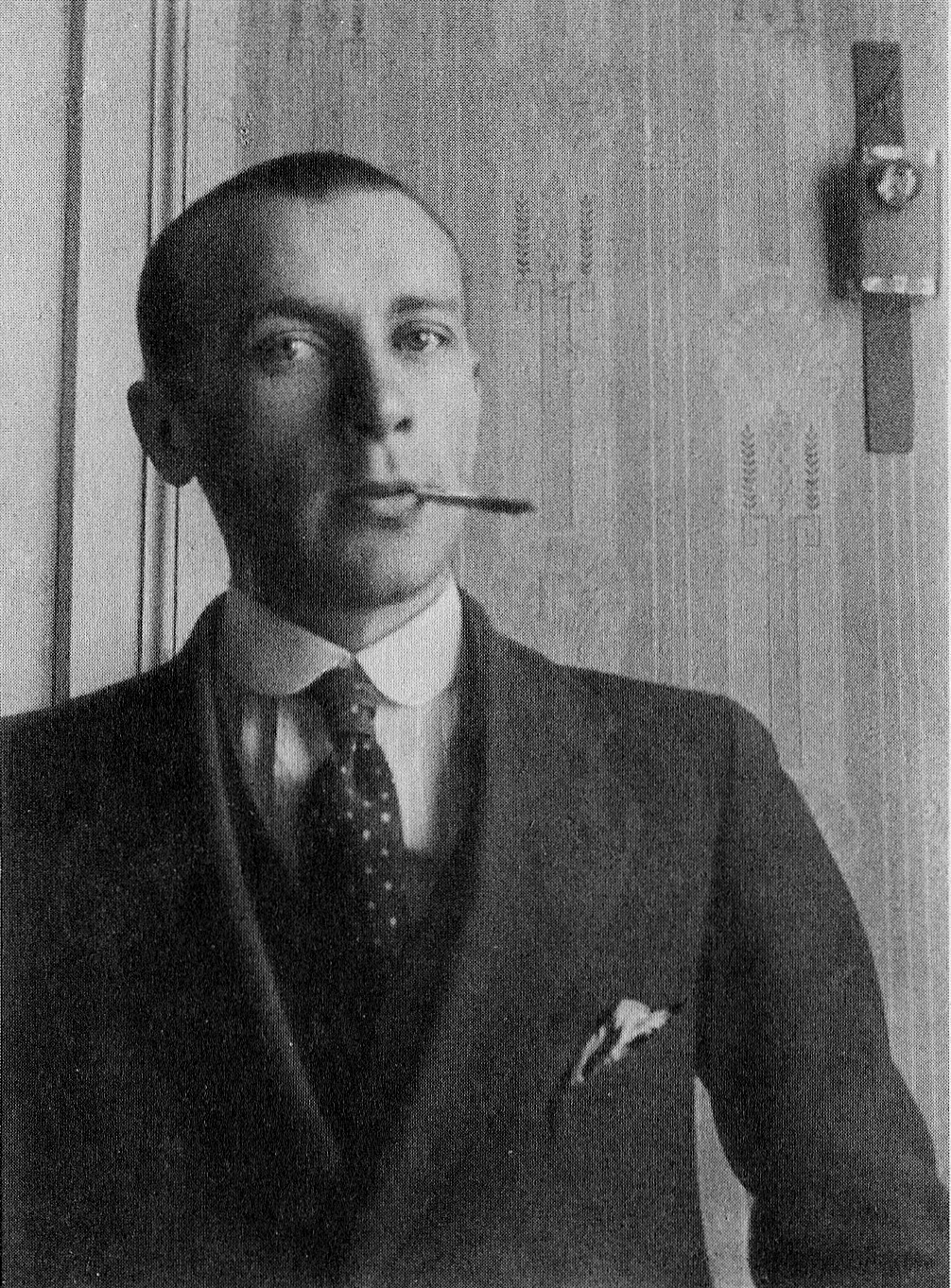
Der junge Bulgakow in den 1910er Jahren

Michail Afanassjewitsch Bulgakow (russisch Михаи́л Афана́сьевич Булга́ков, wissenschaftliche Transliteration Michail Afanas'evič Bulgakov; * 3. Maijul. / 15. Mai 1891greg. in Kiew, Russisches Kaiserreich; † 10. März 1940 in Moskau, Sowjetunion) war ein russischer und sowjetischer Schriftsteller sowie Arzt. Er gilt als einer der großen Satiriker der russischen Literatur. Zu seinen Hauptwerken zählt der Roman Der Meister und Margarita, der 1966 postum stark zensiert erschien. Die herausgekürzten Teile wurden als Samisdat verbreitet und trugen so zu seiner Popularität bei.

## Leben

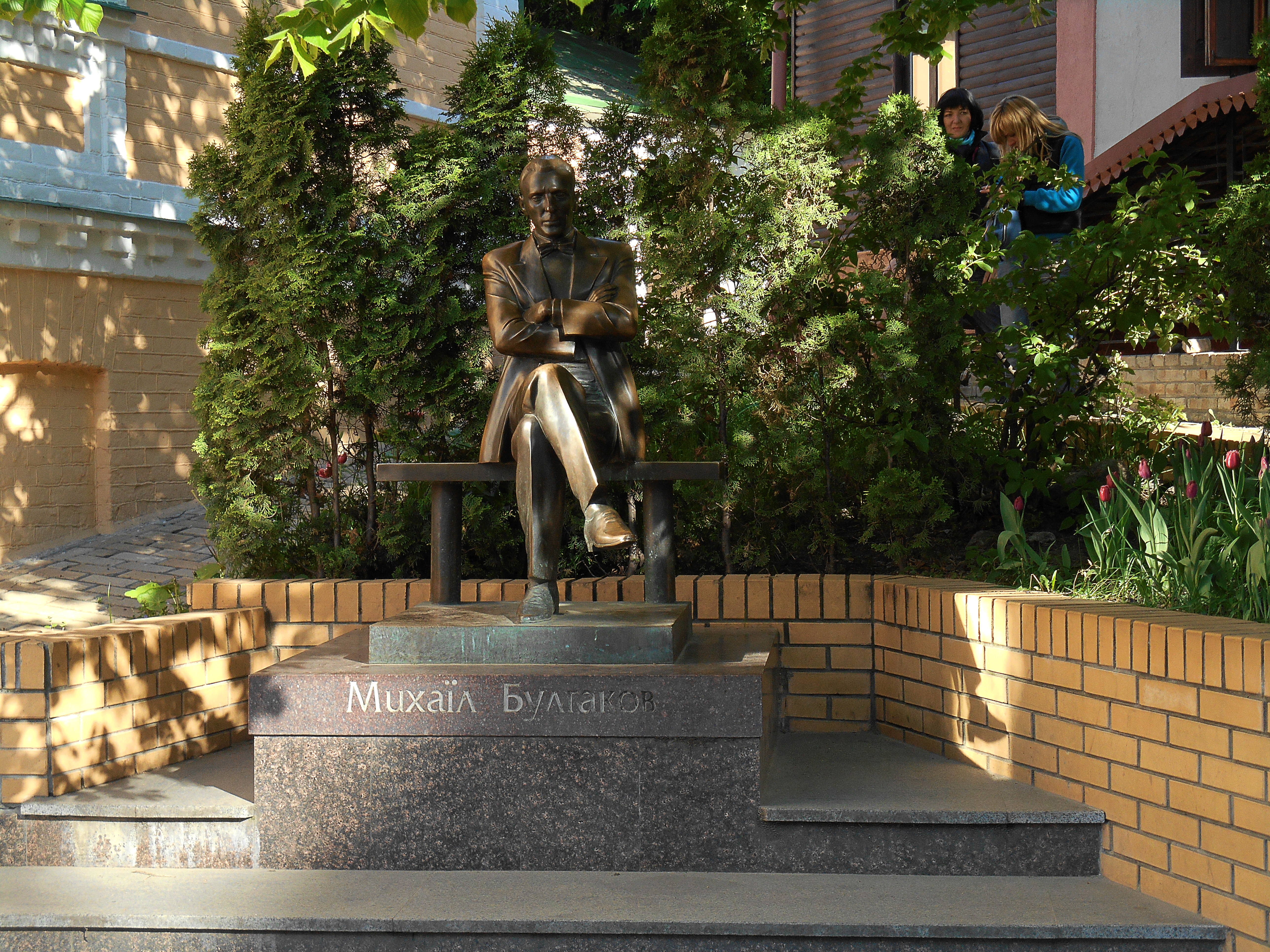
Bulgakow-Denkmal vor dem Bulgakow-Museum in Kiew

Michail Bulgakow wurde 1891 als Sohn von Afanassi Iwanowitsch Bulgakow, einem Dozenten der Kiewer Theologischen Akademie, und dessen Frau Warwara Michajlowna (geborene Pokrowskaja) geboren und im selben Jahr in der Podiler Kreuzerhöhungskirche getauft. Nach dem Abitur am Kiewer Ersten Gymnasium 1909 schrieb er sich an der Medizinischen Fakultät der Kiewer Universität ein. 1916 erhielt er das Diplom eines Arztes und trat eine Stelle auf dem Land im Gebiet Smolensk an, bevor er in dem Ort Wjasma praktizierte. 1913 heiratete er Tatjana Nikolajewna Lappa (russisch Татьяна Николаевна Лаппа).
Zur Zeit des Russischen Bürgerkrieges wurde Bulgakow im Februar 1919 als Arzt in die Ukrainische Republikanische Armee einberufen. Er desertierte nach kurzer Zeit und schaffte es, in derselben Funktion in der Roten Armee unterzukommen. Schließlich landete Bulgakow bei den südrussischen Weißen Garden. Eine gewisse Zeit verbrachte er bei den Kosaken in Tschetschenien, später verschlug es ihn nach Wladikawkas. Ende Oktober 1921 zog Bulgakow nach Moskau und begann, für eine Reihe von Zeitungen (Sirene, Arbeiter) sowie Zeitschriften (Der Medizinische Arbeiter, Russland‚ Wiedergeburt) zu arbeiten. In dieser Zeit publizierte er vereinzelte Prosastücke in der in Berlin erscheinenden Exilantenzeitung Am Vortag. Zwischen 1922 und 1926 druckte die Sirene mehr als 120 seiner Reportagen, Essays und Kolumnen.
Bulgakow trat 1923 dem Allrussischen Schriftstellerverband bei.
Im Jahre 1924 traf er Ljubow Jewgenjewna Belosjorskaja (russisch Любовь Евгеньевна Белозёрская), die er im Jahr darauf heiratete. 1928 bereiste das Paar den Kaukasus und besuchte die Städte Tiflis, Batumi, Wladikawkas und Gudermes. In Moskau fand im selben Jahr die Premiere von Багровый остров (Blutrote Insel) statt. Der Autor entwickelte in dieser Zeit die ersten Ideen zu Der Meister und Margarita und begann die Arbeit an einem Stück über Molière mit dem Titel Кабала святош (Sklaverei der Frömmler). 1929 begegnete er Jelena Sergejewna Schilowskaja, die 1932 seine dritte Frau wurde.
Ab 1930 wurden die Romane Bulgakows nicht mehr veröffentlicht, seine Stücke (darunter: Die Flucht, Sojas Wohnung, Blutrote Insel) verschwanden von den Spielplänen der Theater. In Briefen an seinen in Paris lebenden Bruder Nikolai beklagte sich Bulgakow über die für ihn undankbare Situation und seine beschwerliche materielle Lage. Zur selben Zeit wandte er sich auch an die politische Führung der UdSSR mit der Bitte, ihm entweder die Emigration zu ermöglichen oder eine Arbeit als Regieassistent am МХАТ (Московский художественный театр им. Чехова) zu verschaffen. Stalin persönlich rief Bulgakow an und versprach Hilfe. Der Autor arbeitete 1930 zunächst im Zentraltheater der werktätigen Jugend TRAM, dann bis 1936 im MXAT in der Funktion eines Regieassistenten. 1932 wurde das 1929 abgesetzte Stück „Tage der Turbins“ (Дни Турбиных) wieder in den Spielplan aufgenommen und regelmäßig bis 1941 gespielt – insgesamt 978 Aufführungen. 1932 war er an der Inszenierung von Gogols Die toten Seelen beteiligt. Ab 1936 wirkte er am Bolschoi-Theater als Librettist und Übersetzer.
1936 fand die Premiere von Molière statt. 1937 arbeitete er an Libretti für Minin und Poscharski und Peter der Große. Bulgakow arbeitete 1939 an dem Libretto Рашель und an einem Stück über Stalin (Batum). Entgegen der Erwartung des Autors wurden Veröffentlichung und Aufführung verboten. Sein Gesundheitszustand verschlechterte sich rapide. Die Ärzte diagnostizierten Nephrosklerose, verursacht durch eine arterielle Hypertonie (Bluthochdruck). Er begann, seiner Frau Jelena Sergejewna die letzten Varianten seines Romans Der Meister und Margarita zu diktieren. Auszüge des Romans las er darauf noch Nahestehenden vor.

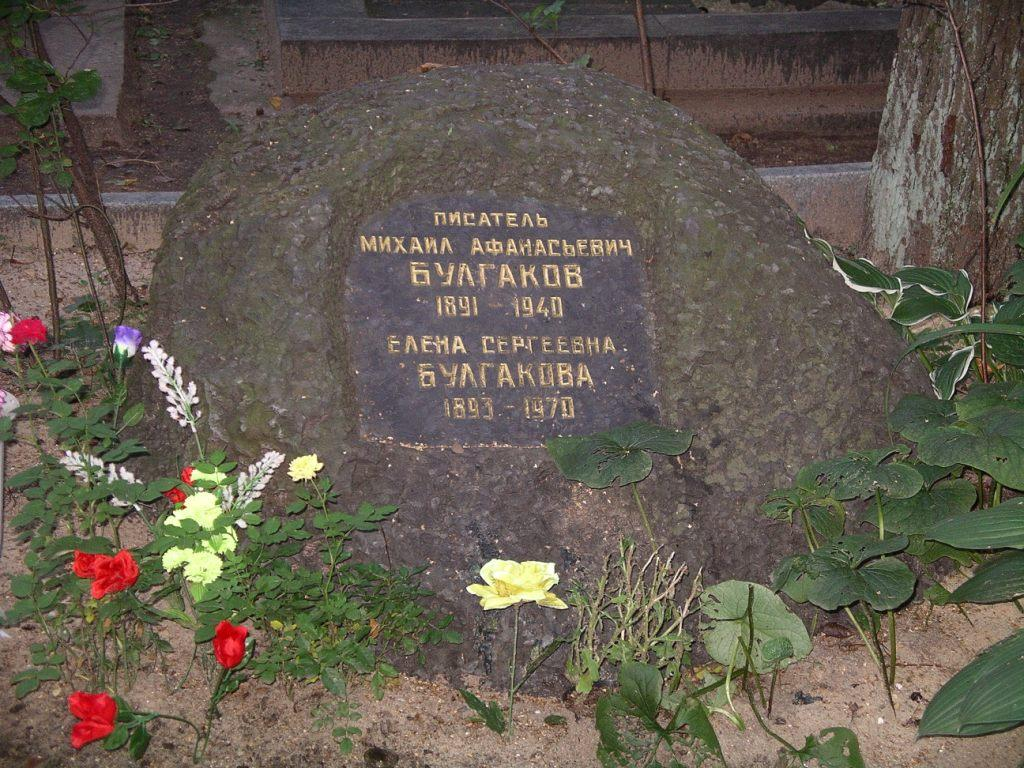
Bulgakows Grab in Moskau

Ab Februar 1940 hielten Freunde und Verwandte Wache am Krankenbett. Am 10. März starb Bulgakow. Einen Tag darauf hielt der Schriftstellerverband der UdSSR eine private Trauerfeier ab. Zuvor nahm der Bildhauer Sergei Merkurow vom Antlitz des Verstorbenen die Totenmaske ab.

## Werk
In dem zum Teil autobiografischen Roman Die weiße Garde aus dem Jahr 1924 beschreibt Bulgakow am Beispiel der Kiewer Familie Turbin die chaotische Umbruchzeit, die auf Oktoberrevolution und den Zerfall des Russischen Reichs folgte. Auf dem Roman basiert auch Bulgakows Theaterstück Die Tage der Turbins, das am 5. Oktober 1926 in Moskau uraufgeführt wurde. Bekannter ist Bulgakow jedoch für seine groteske Darstellungen des Alltagslebens in der jungen Sowjetunion mit oftmals fantastischen oder absurden Zügen – in der russischsprachigen Literatur seit Gogol eine typische Art, Gesellschaftskritik zu üben. Die Erzählung Hundeherz entstand bereits 1925, wurde in der Sowjetunion jedoch erst 1987 publiziert.

### Der Meister und Margarita
Das bekannteste Werk Bulgakows ist Der Meister und Margarita, eine satirisch-groteske Aufnahme des Faustmotivs, eine Reise durch die Zeiten. Das Werk erschien gedruckt erstmals 1966/67 in Fortsetzungen in der Literaturzeitschrift Moskwa, fast 30 Jahre nach dem Tod des Autors, in gekürzter Fassung. Die ungekürzte Version erschien in Buchform erstmals 1973. Kurz nach der sowjetischen Erstveröffentlichung wurde der Roman 1968 in der deutschen Übersetzung von Thomas Reschke in der DDR veröffentlicht. Im Protest zum Stalinismus, in dessen Zeit der Roman verfasst worden war, kritisiert er den dialektischen Materialismus und den militanten Atheismus, wie er in der Sowjetunion zum Ausdruck kam.
Einige Kritiker halten das Buch für den besten russischen Roman des 20. Jahrhunderts. Er stand vom 29. April bis zum 5. Mai 1968 auf dem Platz 1 der Spiegel-Bestsellerliste.

## Ehrungen

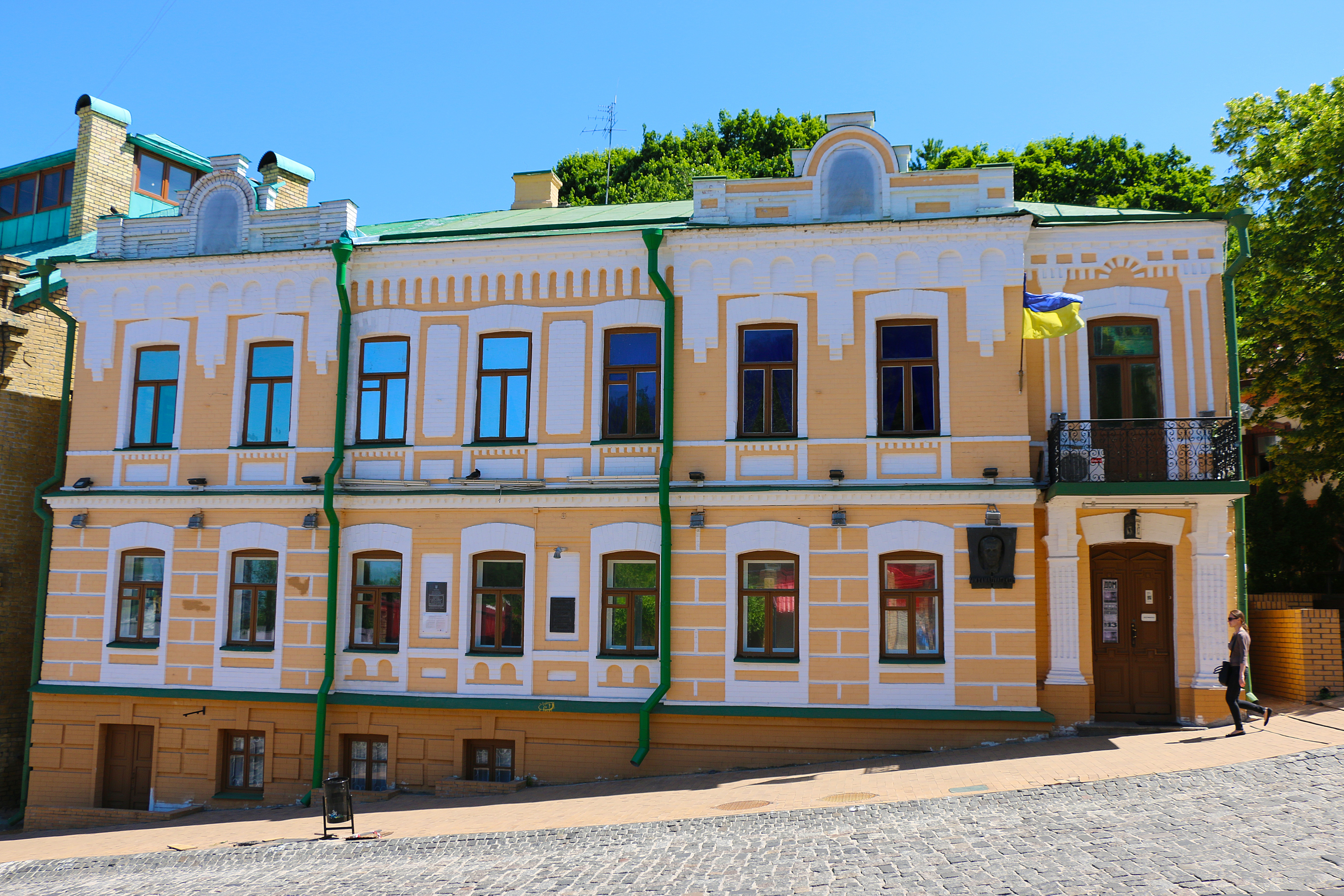
Bulgakow-Museum in Kiew

Auf dem Kiewer Andreassteig, seiner Geburtsstraße, ist ihm ein Museum gewidmet. Ein weiteres Bulgakow-Museum befindet sich in Moskau.
Der Asteroid (3469) Bulgakov ist nach ihm benannt.

## Werke (in Auswahl)

### Werkausgaben
- Gesammelte Werke. In deutscher Sprache: 13 Bände in 16 Teilbänden – Herausgegeben und mit literaturgeschichtlichen Anmerkungen versehen von Ralf Schröder, Verlag Volk und Welt, Berlin 1992–1996.
  - 1. Die weiße Garde – Roman, 1992.
  - 2. Das Leben des Herrn de Molière, 1993.
  - 3. Der Meister und Margarita – Roman, 1994.
  - 4. Der schwarze Magier – Urfassungen des Romans Der Meister und Margarita, 1994.
  - 5. Die rote Krone – autobiographische Erzählungen und Tagebücher, 1993.
  - 6. Teufeliaden – Erzählungen, 1994.
  - 7. Halbbd. 1. Ich habe getötet – Erzählungen und Feuilletons, 1995.
  - 7. Halbbd. 2. Der sprechende Hund – Feuilletons, 1995.
  - 8. Die Tage der Turbins, 1993.
  - 9. Sojas Wohnung, 1993.
  - 10. Adam und Eva, 1994.
  - 11. Die Kabale der Scheinheiligen (Molière), 1995.
  - 12. Halbbd. 1. Don Quijote – Stücke, 1996.
  - 12. Halbbd. 2. Peter der Große – Filmszenarien, Libretti, 1996.
  - 13. Halbbd. 1. Briefe – 1914–1940, 1996.
  - 13. Halbbd. 2. Dokumente und Materialien, 1996.

### Prosa
- Haus Nr. 13 („№ 13 – Дом Эльпит-Рабкоммуна“) Erzählung, 1922
- Tschitschikows Abenteuer („Похождения Чичикова“) – „Poem in zehn Punkten mit einem Prolog und einem Epilog“, veröffentlicht 1922
- Die rote Krone („Красная корона“) Erzählung, 1922
- Aufzeichnungen auf Manschetten („Записки на манжетах“) Erzählung, 1922
- Eine chinesische Geschichte („Китайская история“) Erzählung, 1923
- Teufelsspuk („Дьяволиада“) Erzählung, 1923 (veröffentlicht 1924)
- Der Überfall („Налёт“) Erzählung, 1923
- Die weiße Garde („Белая гвардия“) Roman, 1923–1924. (Neu übersetzt von Alexander Nitzberg, Galiani, Berlin 2018, ISBN 978-3-86971-159-1).
- Die verhängnisvollen Eier („Роковые яйца“) Erzählung, 1924. (Neu übersetzt von Alexander Nitzberg u. d. T. Die verfluchten Eier, Galiani, Berlin 2014, ISBN 978-3-86971-092-1).
- Das Feuer des Chans („Ханский огонь“) Erzählung, 1924
- Hundeherz („Собачье сердце“) Erzählung, 1925. (ins Deutsche übersetzt erschienen 1968 in Neiwied; neu übersetzt von Alexander Nitzberg u. d. T. Das hündische Herz, Galiani, Berlin 2013, ISBN 978-3-86971-069-3. Von Christian Gralingen illustrierte Neuausgabe: Edition Büchergilde, Frankfurt am Main 2016, ISBN 978-3-86406-062-5)
- Aufzeichnungen eines jungen Arztes („Записки юного врача“) Erzählungen, 1925/27 (Übers. Thomas Reschke; mehrere dt. Aufl. seit 1972, Volk und Welt, Berlin; auch 1981 und 1986 in einem Sammelband zus. mit „Das Leben des Herrn Molière“ und dem „Theaterroman“) In den „Aufzeichnungen…“ schildert B. den Ausgangspunkt seines Lebens und Schaffens, dem er trotz aller Widersprüche treu geblieben ist. In dem Fragment gebliebenen Spätwerk „Theaterroman“ (1936/1937) und dem mit diesem innerlich verbundenen biografischen Roman „Das Leben des Herrn Molière“ von 1932/1933 gestaltet er, wie sich die „Ströme der Aufklärung“ auch unter komplizierten Bedingungen immer wieder durchsetzen.
  - Ausgabe in der BRD: Arztgeschichten, gleicher Übers., Luchterhand, Darmstadt 1972 u. ö. (zuletzt 11. Aufl. 2009)
- Die goldwerten Korrespondentenberichte des Ferapont Ferapontowitsch Kaporzew („Золотые корреспонденции Ферапонта Ферапонтовича Капорцева“) Erzählung, 1926
- Ich habe getötet („Я убил“) Erzählung, 1926
- Morphium („Морфий“) Erzählung, 1927
- Der Meister und Margarita („Мастер и Маргарита“) Roman, 1929–39, erstmals veröffentlicht 1966. Auf Deutsch erstmals gleichzeitig 1968 in der Übersetzung von Thomas Reschke im Verlag Kultur und Fortschritt (später Volk und Welt) in Berlin/Ost und bei Luchterhand, Neuwied. Von dieser Ausgabe gab es zahlreiche Nachdrucke in Ost- und Westdeutschland. 1990/1994 erschien eine erweiterte Ausgabe bei Luchterhand und dann Volk und Welt, die zahlreiche Nachdrucke erfuhr.
  - (Neu übersetzt von Alexander Nitzberg u.d.T. Meister und Margarita, Galiani, Berlin 2012, ISBN 978-3-86971-058-7)
  - (Neu übersetzt von Alexandra Berlina u.d.T. Der Meister und Margarita, Anaconda, Köln 2020, ISBN 978-3730609125)
- Theaterroman. Aufzeichnungen eines Toten. Deutsch zuerst Volk und Welt, Berlin, 1969
- Diaboliade, Übers. Joachim Britze, JMB, Hannover 2014. ISBN 978-3-944342-59-7

### Theaterstücke
- Die Tage der Turbins („Дни Турбиных“) – Schauspiel, Premiere am 5. Oktober 1926
- Die Flucht („Бег“) – Theaterstück in vier Akten, 1926; Premiere am 29. März 1957 in Stalingrad, 1962 publiziert
- Sojas Wohnung („Зойкина квартира“) – Theaterstück in drei Akten, 1926
- Die Kabale der Scheinheiligen, auch Molière („Кабала святош“) – Theaterstück in vier Akten, 1930
- Adam und Eva („Адам и Ева“) – Theaterstück in vier Akten, 1931; zu Lebzeiten Bulgakows weder publiziert noch aufgeführt, erstmals veröffentlicht 1971 (Paris), sowjetische Erstveröffentlichung 1987
- Der verrückte Jourdain („Полоумный Журден“) – Molièriade in drei Akten, 1932; vertont 1970/71 von Fritz Geißler
- Glückseligkeit („Блаженство“) – Theaterstück in vier Akten, 1933–1934; zu Lebzeiten Bulgakows weder publiziert noch aufgeführt, erstmals veröffentlicht 1966
- Iwan Wassiljewitsch („Иван Васильевич“) – Komödie in drei Akten, 1934–1935; Umarbeitung des Theaterstücks Glückseligkeit („Блаженство“); zu Lebzeiten Bulgakows weder publiziert noch aufgeführt, erstmals veröffentlicht 1965
- Alexander Puschkin („Александр Пушкин“), auch Die letzten Tage („Последние дни“) – Stück in vier Akten, 1935–1939; Premiere 1943; erstmals veröffentlicht 1955
- Batum („Батум“) – Stück in vier Akten, 1936–1939; Premiere 1991; erstmals 1977 in den Vereinigten Staaten veröffentlicht
- Don Quijote („Дон Кихот“) – Stück nach Cervantes in vier Akten und neun Bildern, Moskau, 18. Dezember 1938. (zu Lebzeiten Bulgakows weder publiziert noch aufgeführt, erstmals veröffentlicht 1962)

### Libretti
- Minin und Poscharski (Libretto) („Минин и Пожарский“), Oper in fünf Akten, 1936
- Das Schwarze Meer („Чёрное море“), Oper in sieben Bildern, 1936
- Peter der Große („Пётр Великий“), Oper in vier Akten, 1937
- Rachel („Рашель“), Oper von Reinhold Glière (UA 1947) nach Maupassants Fräulein Fifi, 1939 (Libretto 1943 von Margarita Aliger für Glières Einakter überarbeitet)

### Verfilmungen
- Бег („Die Flucht“, UdSSR 1971). Regie: Wladimir Naumow, mit Michail Uljanow, Leonid Batalow, Jewgeni Jewstignejew, Wladimir Bassow
- Il Maestro e Margherita („Der Meister und Margarita“, I/YU 1972). Regie: Aleksandar Petrović, mit Ugo Tognazzi, Mimsy Farmer, Alain Cuny
- Pilatus und andere – Ein Film für Karfreitag (nach den Jesus-/Pilatus-Kapiteln aus „Meister“, D 1972). Regie: Andrzej Wajda, mit Jan Kreczmar, Andrzej Łapicki, Jerzy Zelnik
- Иван Васильевич меняет профессию („Iwan Wassiljewitsch wechselt den Beruf“, UdSSR 1973). Regie: Leonid Gaidai, mit Alexander Demjanenko, Juri Jakowlew, Leonid Kurawljow
- Cuore di cane („Hundeherz“, deutscher Titel Warum bellt Herr Bobikow?[5] I/BRD 1975). Regie: Alberto Lattuada, mit Max von Sydow, Eleonora Giorgi, Mario Adorf, Ilona Staller
- Собачье сердце („Hundeherz“, UdSSR 1988). Regie: Wladimir Bortko, mit Jewgeni Jewstignejew, Roman Karzew, Wladimir Tolokonnikow, Boris Plotnikow
- Мастер и Маргарита („Der Meister und Margarita“, RUS 1994). Regie: Juri Kara, mit Walentin Gaft, Anastasija Wertinskaja, Wiktor Rakow
- Мастер и Маргарита („Der Meister und Margarita“, RUS 2005). Regie: Wladimir Bortko, mit Oleg Bassilaschwili, Anna Kowaltschuk, Alexander Galibin, Kirill Lawrow
- A Young Doctor’s Notebook, Fernsehserie (basierend auf Aufzeichnungen eines jungen Arztes, GB 2012/13). Regie: Alex Hardcastle, Robert McKillop. Mit Daniel Radcliffe, Jon Hamm
- Der Meister und Margarita (Мастер и Маргарита, Russland 2024). Regie: Michael Lockshin, mit August Diehl, Julija Snigir und Jewgeni Zyganow

### Hörbücher und Hörspiele (Auszug)
- Der Meister und Margarita. Funkerzählung, Komposition: Uwe Hilprecht, Bearbeitung und Regie: Petra Meyenburg mit Jürgen Hentsch, Thomas Thieme, Bärbel Röhl, Jürgen Holtz, Peter Fricke, Hermann Beyer, Hilmar Eichhorn, Jürgen Thormann, Winfried Glatzeder, Gert Haucke, Dieter Mann, Martin Reinke, Stefan Lisewski, Daniel Minetti, Erik S. Klein, Hansjürgen Hürrig, Horst Lebinsky u. v. a., MDR 1998 / der Hörverlag 1999, ISBN 3-86717-453-9; Neuauflage 2003 auf 10 CDs, ISBN 3-89940-277-4; ausgezeichnet als Hörbuch des Jahres 1999.
- Meister und Margarita. Hörspiel in 12 Teilen. Mit: Michael Rotschopf, Manfred Zapatka, Jens Harzer, Milan Peschel, Thomas Thieme, Margit Bendokat, Samuel Finzi, Jeanette Spassova/aus dem Russischen von Alexander Nitzberg/Bearbeitung, Komposition und Regie: Klaus Buhlert/BR – Hörspiel und Medienkunst 2014. Hörbuchedition (12 CDs): Der Hörverlag. ISBN 978-3-8445-1428-5.